# Ludwig Voltz (peintre)
Pour les articles homonymes, voir Ludwig Voltz et Voltz.
Ludwig Voltz, ou Louis Voltz, né le 28 avril 1825 à Augsbourg et mort le 26 décembre 1911 à Munich, est un peintre allemand.

## Biographie

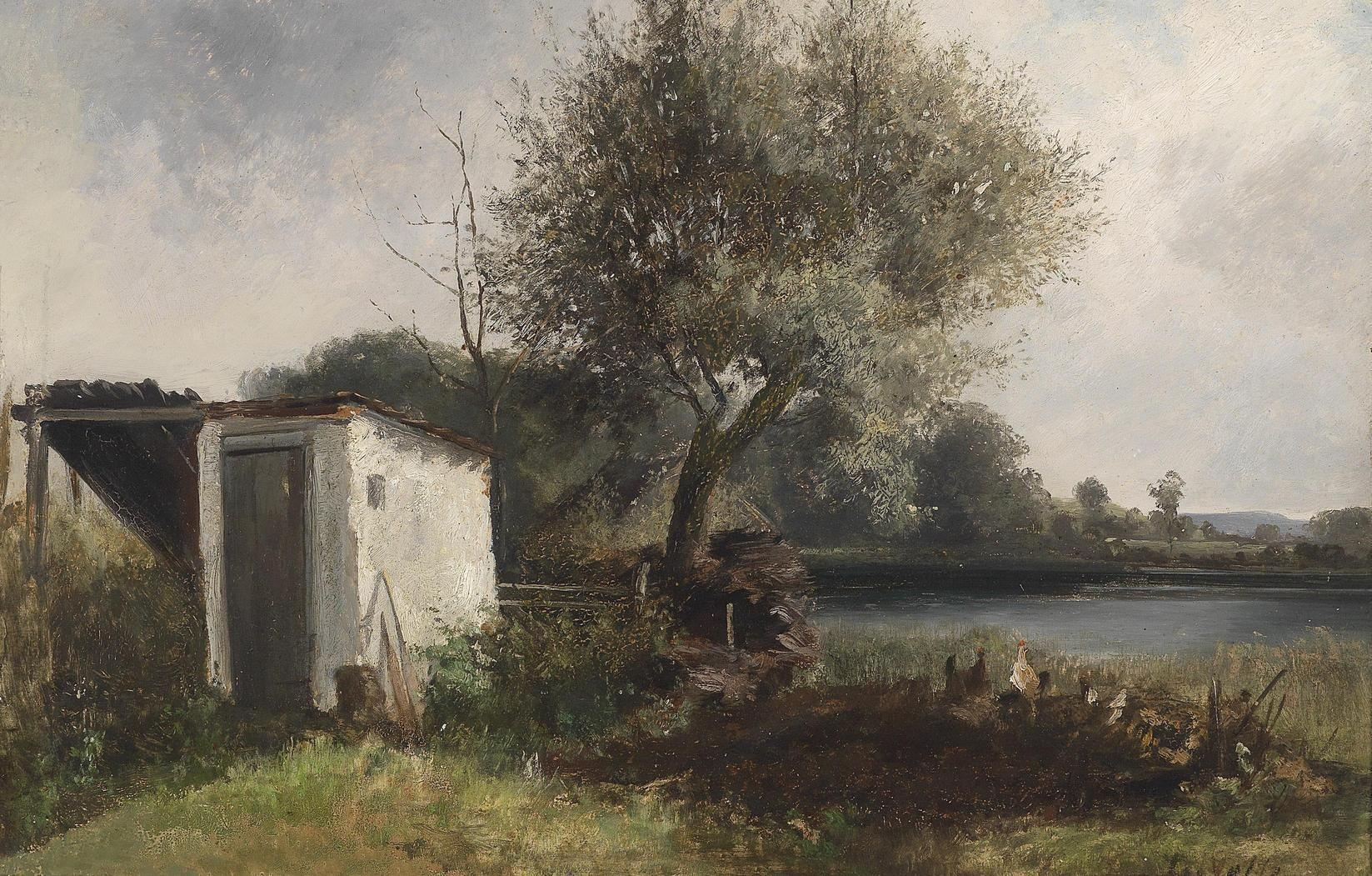
Am Seeufer

Ludwig Gustav Voltz naît le 28 avril 1825 à Augsbourg.
Il est un des fils du peintre et graveur Johann Michael Voltz (1784-1858). Il est le frère cadet et élève de Friedrich Voltz (1817-1886).
Il est élève de l'académie des beaux-arts de Munich du 2 novembre 1842 jusqu'en 1845.
Il est d'abord influencé par le peintre de bataille et de genre Peter von Hess, puis par le peintre paysagiste Adolf Heinrich Lier.
Spécialisé dans la peinture animalière, il expose à Vienne en 1848 et à Munich en 1854.
Spécialisé dans la peinture de chevaux, il peint des portraits de chevaux principalement pour les princes Thurn und Taxis et Wallerstein. Plus tard, il se consacre à la peinture de chasse.
Il fournit des illustrations pour le Münchener Bilderbogen.
Ludwig Gustav Voltz est membre du Kunstverein de Munich.
On cite de lui : Sangliers; Cerf poursuivi par des chiens. Le musée de Hanovre conserve son tableau Au travail.
Il meurt le 26 décembre 1911 à Munich.